# Neil Alexander
Neil Alexander, né le 10 mars 1978 à Édimbourg (Écosse), est un footballeur écossais, qui évolue au poste de gardien de but.

## Biographie

### Les débuts en Écosse
Alexander a commencé sa carrière professionnelle avec le club de Stenhousemuir avant d'être transféré à Livingston, où il remporta la First Division (équivalent à une Division 2) en 2001. Il joua son premier match sous le maillot de Livingston le 3 octobre 1998 contre Partick Thistle.

### Cardiff City
Il rejoint le club gallois (mais qui participe aux championnats anglais) de Cardiff City en mai 2001 à la suite d'un transfert d'un montant de 200 000 £ (soit environ 250 000 €). Il resta six années au Ninian Park, aidant notamment le club à accéder au Championship (soit la Division 2 anglaise).
Il devint un des joueurs préférés des supporteurs de Cardiff City et le manager de l'époque, Lennie Lawrence, a beaucoup été critiqué les quelquefois où il a titularisé l'autre gardien du club, Tony Warner.
En 2006, à la suite de problèmes quant à la prolongation de son contrat avec Cardiff City, une dispute éclata entre lui et le nouveau manager, Dave Jones. Celui-ci décida de titulariser le gardien remplaçant, David Forde, pour les deux derniers mois de la saison. Ce conflit décida Alexander qu'un départ était nécessaire. Son dernier match avec Cardiff City le fut donc le 31 mars 2006, pour une défaite 1-0 contre Sunderland.

### Ipswich Town
Ainsi, malgré le soutien des supporteurs de Cardiff City et le fait qu'il fut le plus ancien joueur de l'effectif, le 16 juillet 2007, Alexander rejoignit le club d'Ipswich Town, pensionnaire lui aussi du Championship en Angleterre.
Dès son arrivée au Portman Road, Alexander devint le titulaire dans les cages d'Ipswich Town, et participa à 29 matches de la saison.
Mais, dès le 30 janvier 2008, un accord fut trouvé entre Ipswich Town et le club écossais des Glasgow Rangers pour un transfert immédiat.

### Glasgow Rangers
Alexander retourna donc en Écosse, à la suite d'un transfert dont le montant avoisinerait les 500 000 £ (soit environ 620 000 €), la somme exacte n'ayant pas été révélée.
Le 3 février 2008, Alexander fait ses débuts sous le maillot des Glasgow Rangers, remplaçant le gardien titulaire, Allan McGregor, qui avait été expulsé à la 15e minute d'un match de Coupe d'Écosse contre Hibernian (score final 0-0).
Le 16 avril de cette année, Alexander participa à son premier Old Firm, lorsqu'il remplaça Allan McGregor, à la suite d'une blessure à la 90e minute. Il joua aussi un rôle prépondérant lors des 16e de final à la fois de la Coupe d'Écosse et de la Coupe UEFA, et lors des deux matches il arrêté le pénalty qui offre la qualification a son équipe, il est dit comme un des meilleurs gardiens mondiaux sur l'épreuve des penalties.

### Crystal Palace
Le 28 mai 2014, il est libéré par Crystal Palace.

## Carrière internationale
Alexander est sélectionnable pour l'Écosse et a obtenu trois sélections, la première l'étant à l'occasion d'un match amical en mars 2006 contre la Suisse où il joua toute la seconde période. Ses deux autres sélections eurent pour cadre la Coupe Kirin 2006 que l'Écosse remporta à la suite de matches contre la Bulgarie et le Japon. Par la suite, il a été barré comme titulaire du poste par Craig Gordon.

## Carrière
- 1996-1998 : Stenhousemuir
- 1998-2001 : Livingston
- 2001-2007 : Cardiff City
- 2007-jan. 2008 : Ipswich Town
- jan. 2008-2013 : Glasgow Rangers
- 2013-2014 : Crystal Palace  Angleterre[4],[5]
- 2014-2016 :  Hearts
- depuis 2016 :  Aberdeen FC

## Palmarès

### En équipe nationale
- 3 sélections et 0 but avec l'équipe d'Écosse en 2006.

### Avec les Livingston
- Vainqueur du Championnat d'Écosse de football D2 en 2001.
- Vainqueur du Championnat d'Écosse de football D3 en 1999.
- Membre de l'équipe-type de Scottish Championship en 2018

### Avec les Glasgow Rangers
- Vainqueur du Championnat d'Écosse en 2009, 2010 et 2011.
- Vainqueur de la Coupe d'Écosse de football en 2008.
- Vainqueur de la Coupe de la Ligue écossaise de football en 2008 et 2011.

### Avec Hearts FC
- Vainqueur du Championnat d'Écosse D2 en 2015
- Membre de l'équipe-type de Scottish Championship en 2015